# Герб Граховского района
Герб Граховского района — один из официальных символов муниципального образования «Граховский район» Удмуртии. Утверждён в 2007 году, в Государственном геральдическом регистре РФ не зарегистрирован.

## Описание
Описание герба:
Щит пересечён, лазурь и червлень. В верхнем поле червлёный греческий крест с клинчато-раздвоенными концами с серебряной окантовкой, сопровождаемый серебряными облаками по верхним углам щита. В центре щита серебряная шумящая подвеска с двумя конскими головами и шестью колокольчиками.
Автор герба — Ю.И. Лобанов.

## Символика
Герб Граховского района представляет собой изображение коня, в геральдике распространено и является одним из древнейших эмблем человечества в Европе, Азии, Африке, имеет исключительно разнообразное значение в силу того, что бытует в самых различных географических и национальных условиях. Если учесть огромное транспортное и военное значение лошади вплоть до середины девятнадцатого века для всего человечества, то станет особенно понятным, почему конь приобрел такое колоссальное значение в символике, эмблематике и геральдике всех народов. Не является исключением и Удмуртия и, в частности, Граховский район.
Район является многонациональным, где мирно по-соседски живут и трудятся удмурты, русские, чуваши, марийцы, кряшены и другие. И у всех этих народов в мифопоэтической традиции конь занимает важное место. Граховский район также является районом традиционного коневодства. Поэтому изображение серебряной шумящей подвески с двумя конскими головами, символизирующими мужское и женское начала, в проекте герба Граховского района является, на наш взгляд, закономерным. Звон из глубин веков, который издает эта подвеска, являющаяся одним из оригинальных образцов металлической пластики пермского звериного стиля, как бы соединяет прошлое, настоящее и будущее Граховского района.
Серебряные облака в верхней части пересечённого поля классического французского щита с соотношением сторон 2:3 символизируют божественную благодать. Изображение червлёного греческого креста с клинчато-раздвоенными концами с серебряной окантовкой показывает принадлежность района Удмуртской Республике. Этот популярный орнамент «тол эзье» или «шудо кизили» — «счастливая звезда» является у удмуртов оберегом от бед и несчастий. Красный цвет символизирует радость, торжество, силу, мужество, любовь, право. Лазурный цвет символизирует величие, красоту, ясность, божественность. Серебряный цвет символизирует чистоту, постоянство, мудрость, невинность.

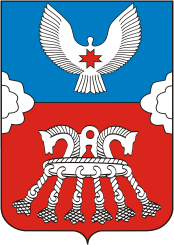

## История
Известен проект герба района с изображением лебедя с герба Удмуртской республики, автором которого также был Ю.И. Лобанов. Описание символики: «В Граховском районе компактно проживают удмурты, русские, чуваши, марийцы, татары и у всех у них конь занимает важное место в мифопоэтической традиции. Граховский район также является районом традиционного коневодства. Поэтому изображение серебряной шумящей подвески с двумя конскими головами, символизирующими мужское и женское начало в проекте герба, является закономерным. Звон из глубины веков, который издают утиные лапки этой подвески, являющаяся одним из оригинальных образцов металлической пластики пермского звериного стиля, как бы соединяет прошлое, настоящее и будущее Граховского района. Серебряные (белые) облака слева и справа геральдического щита означают божественное благословение жителей района, божественную благодать». Современный герб района утверждён Решением Граховского районного Совета депутатов от 6 июня 2007 года №16/60.